# 市川禎治
市川 禎治（いちかわ ていじ、1898年4月4日 - 1979年11月29日）は、日本の物理化学者。山口大学第3代目学長。広島大学名誉教授。理学博士（1931年、京都帝国大学にて取得）。

## 略歴
1898年、山口県の生まれ。1931年、京都帝国大学にて「塩素及び水素の光化學結合に就て」で理学博士。同大学元教授。1962年6月、山口大学第3代目学長に就任。1969年3月同大学満期修了により退官。広島大学名誉教授。山口大学工業短期大学部元学長。

## 研究・論文
- 市川禎治, 「鹽素及び水素の光化學結合に就て（第二報）」『物理化學の進歩』 4巻 1輯 p.1-36 1930年, 至文堂, NAID 120000899623
- 市川禎治, 「連鎖反應に就て」『物理化學の進歩』 5巻 2-3号 1931年 p.101-121, 至文堂, NAID 120000899663